# Paradonus obliquatulus
Paradonus obliquatulus is een keversoort uit de familie kniptorren (Elateridae). De wetenschappelijke naam van de soort is voor het eerst geldig gepubliceerd in 1848 door Melsheimer.